# Nova Scotia Highway 106
Der Highway 106 in der kanadischen Provinz Nova Scotia mit einer Länge von 19 km verbindet den Highway 104 mit der Fähre nach Prince Edward Island. Die Strecke gehört zum System des Trans-Canada Highways.

## Streckenbeschreibung
Nördlich von Westville zweigt Highway 106 vom Highway 104 nach Norden hin ab und führt westlich an New Glasgow vorbei. Über den Middle River of Pictou verläuft die Straße westlich von Pictou und gelangt bei Caribou zum Caribou Ferry Terminal. Dort besteht eine regelmäßige Fährverbindung zur Prince Edward Island, nach Wood Islands.